# P4 Premiär
P4 Premiär är ett nöjesmagasin som sänds varje lördag i SR P4. Programmet hade premiär den 26 augusti 2007  och sedan starten är Annika Jankell programledare och reporter är Henrik Olsson.

### Fotnoter
1. ↑  ”Svensk mediedatabas”. http://smdb.kb.se/catalog/search?q=%22P4+Premi%C3%A4r%22+typ%3Aradio&sort=OLDEST. Läst 16 april 2011.